# Cordell Barker
Cordell Barker (nascut el 1956) és un animador, director i guionista canadenc amb seu a Winnipeg, Manitoba. Va començar a animar a finals de la seva adolescència després de fer un aprenentatge a Kenn Perkins Animation. Nominat dues vegades a l'Oscar, Barker és un cineasta d'animació de la National Film Board of Canada (NFB).

## National Film Board of Canada
A principis de la seva carrera, Barker va fer un treball d'animació en el curtmetratge de l'NFB del seu també animador de Winnipeg Brad Caslor, Get a Job. Després va dirigir els seus propis curts d'animació de l'NFB, a l'estudi de Winnipeg de l'NFB. Els seus curts més coneguts de l'NFB són The Cat Came Back (1988) i Strange Invaders (2002),ambdues van rebre nominacions als Premis Oscar.
Va completar la seva tercera pel·lícula per a l'NFB, Runaway, el 2009. Runaway va ser nomenat millor pel·lícula d'animació als 30ns Premis Genie. Strange Invaders, The Cat Came Back i Runaway foren inclosos a l'Animation Show of Shows.
L'abril de 2010, va ser contractat com a consultor creatiu per l'NFB per supervisar els seus projectes d'animació a les Praderies canadenques, Territoris del Nord-oest i Nunavut.

### If I Was God...
La quarta pel·lícula de Barker amb l'NFB és If I Was God..., una pel·lícula en 3D sobre un nen de 12 anys que especula sobre què faria si fos Déu. La pel·lícula s'inspira en les experiències de Barker com un nen de 12 anys al setè grau, disseccionant i experimentant amb una granota a la classe de biologia, i sentint l'aproximació del poder de l'edat adulta després d'haver abandonat els límits de l'escola primària. Barker té la intenció d'experimentar amb una varietat de tècniques d'animació en aquesta pel·lícula, utilitzant titelles stop-motion juntament amb animació tradicional i altres formes. La pel·lícula es divideix en episodis, amb cada seqüència desencadenada per associacions mentals d'objectes típics de l'aula de setè grau, com ara pòsters de ciències, diorames i volcans de paper maixé. El director inicialment va contemplar també utilitzar animació CGI però va abandonar la idea pel desig d'aconseguir una "sensació orgànica feta a mà" per a la pel·lícula. Barker es va comprometre a completar la pel·lícula amb un calendari de producció molt més curt que els seus treballs anteriors, que tenia una mitjana d'"uns inquietants i vergonyosos 8 anys i mig per pel·lícula.” El novembre de 2015, l'Acadèmia de les Arts i les Ciències Cinematogràfiques va anunciar que If I Was God... va ser una de les 10 pel·lícules—i dues produccions de l'NFB—escollides per a una possible nominació a l'Oscar, però la pel·lícula no va rebre una nominació.

## Curtmetratge
- The Cat Came Back (1988)
- Strange Invaders (2001)
- Runaway (2009)
- If I Was God... (2015)

## Obra comercial
També ha treballat en campanyes comercials per a entitats com KFC, Coca-Cola, Benylin, Bell Canada, Lors, Nike , i el Govern del Canadà i Barri Sèsam.